# Esra-Meister
Als Esra-Meister oder Meister des Buches Esra der Wenzelsbibel wird einer der Buchmaler bezeichnet, die um 1400 die Wenzelsbibel mit über 640 großformatigen Miniaturen ausgemalt haben. Der namentlich nicht bekannte Künstler erhielt seinen Notnamen nach den von ihm geschaffenen Miniaturen im Buch Esra. 
Die Bilder des Esra-Meisters sind realitätsnah, was den Einfluss des in Europa aufkommenden realistischen Stils zeigt. Dies wird zum Anlass genommen, eine Lehrzeit des Künstlers in Flandern zu vermuten.
Wie alle in der sogenannten Wenzelswerkstatt tätigen Künstler folgte auch der Esra-Meister den auf den Seiten teilweise noch zu findenden Anweisungen, welche und wie eine Szene bildlich zu gestalten ist. Dies deutet auf seine Arbeit unter einer Werkstattleitung hin, die die Gesamtausgabe der Wenzelsbibel koordinierte.

## Werke
Neben den Miniaturen in der Wenzelsbibel, die dem Esra-Meister seinen Notnamen geben, werden ihm durch Stilvergleich noch weitere Illuminationen in anderen Manuskripten zugeordnet.
- Wenzelsbibel (Wien, Österreichische Nationalbibliothek, Cod. Vindob. 2761), um 1400
- Willehalm-Codex für König Wenzel IV. (Wien, Österreichischen Nationalbibliothek, Cod. Ser. n. 2643), um 1400
- Brevier für Propst Johann von Raudnitz (Nationalmuseum Prag, Cod. XIII C 1), um 1394
- Herzogenburger Moralia,  Stift Herzogenburg, Stiftsbibliothek des Augustiner-Chorherrenstift, Cod. 94/1 und 2[3]